# Buoni o cattivi (singolo)
Buoni o cattivi è un singolo del cantautore italiano Vasco Rossi, pubblicato nel 2004 come primo estratto dall'album omonimo. È stato frequentemente trasmesso in radio, raggiungendo la posizione numero 1 dell'airplay.

## Video musicale
Il videoclip, pubblicato il 1º aprile 2004, è stato girato di sera a Cinecittà. I ballerini si esibiscono per le strade di una città mentre Vasco e la sua band si esibiscono su un palco proprio mentre le persone ballano. Il video termina con un'inquadratura, fatta da dietro, a Silvia Specchio.
Il videoclip, diretto da Stefano Salvati, racchiude varie citazioni dal film Gangs of New York di Martin Scorsese. Dall'inizio del programma, diventa sigla de L'arena. Le coreografie sono di Franco Miseria.

## Formazione
- Vasco Rossi – voce
- Tony Franklin – basso
- Vinnie Colaiuta – batteria
- Michael Thompson – chitarra elettrica
- Stef Burns – chitarra elettrica
- Tim Pierce – chitarra acustica, chitarra elettrica
- Frank Nemola – tastiere
- Patrick Warren – tastiere vintage
- Guido Elmi – cembalo
- Clara Moroni – cori
- Nando Bonini – cori
- Silvio Pozzoli – cori